# 삼성 갤럭시 A02s
삼성 갤럭시 A02s는 삼성전자가 2021년 2월에 공개한 안드로이드 스마트폰이다.